# 維利切斯縣

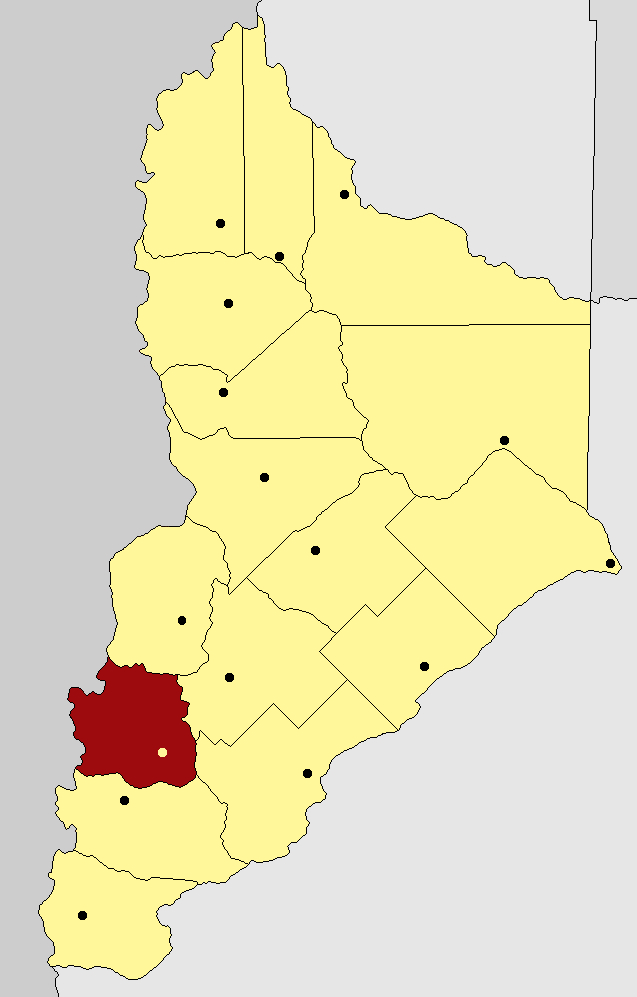

維利切斯縣（西班牙語：Departamento Huiliches），是阿根廷的縣份，位於該國西部內烏肯省，首府設於胡寧德洛斯安第斯，面積4,012平方公里，2010年人口14,725，人口密度每平方公里3.67人。
39°57′03″S 71°04′15″W / 39.95083°S 71.07083°W